# Lobelia scaevolifolia
Lobelia scaevolifolia (lobelia de Santa Elena) es una especie del género Lobelia, perteneciente a la familia de las campanuláceas. Es originario de la isla de Santa Elena. 

## Taxonomía
Lobelia scaevolifolia fue descrita por William Roxburgh y publicado en Tracts relative to the island of St. Helena 312. 1816.
Etimología
Lobelia: nombre genérico que fue nombrado en honor del botánico belga Matthias de Lobel (1538-1616).
scaevolifolia: epíteto latino que significa "con las hojas de Scaevola".
Sinonimia
- Dortmannia scaevolifolia (Roxb.) Kuntze, Revis. Gen. Pl. 2: 973 (1891).
- Trimeris scaevolifolia (Roxb.) Mabb., Kew Bull. 29: 579 (1974).
- Trimeris oblongifolia C.Presl, Prodr. Monogr. Lobel.: 46 (1836).[4][5]